# Karri Turner
Karri Kathleen Turner, född 21 december 1966 i Fort Worth, Texas, är en amerikansk skådespelerska. 
Turner är mest känd i rollen som Harriet Simms, fru till Bud Roberts (Patrick Labyorteaux), i TV-serien På heder och samvete mellan 1997 och 2005. Turner har också haft gästroller i: Arkiv X, Heroes, Singel i stan & South Park.